# 光星礁

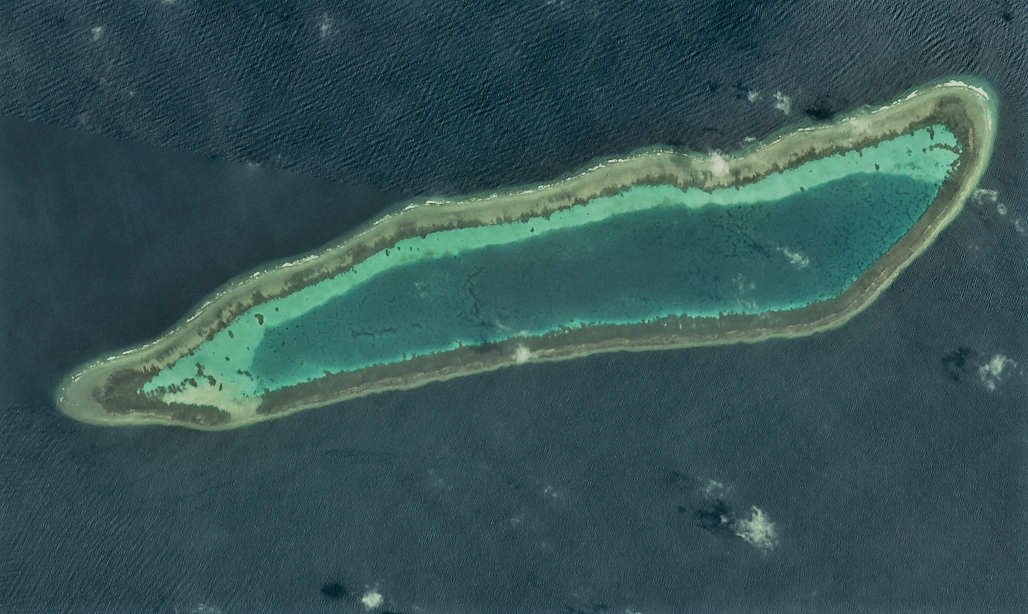

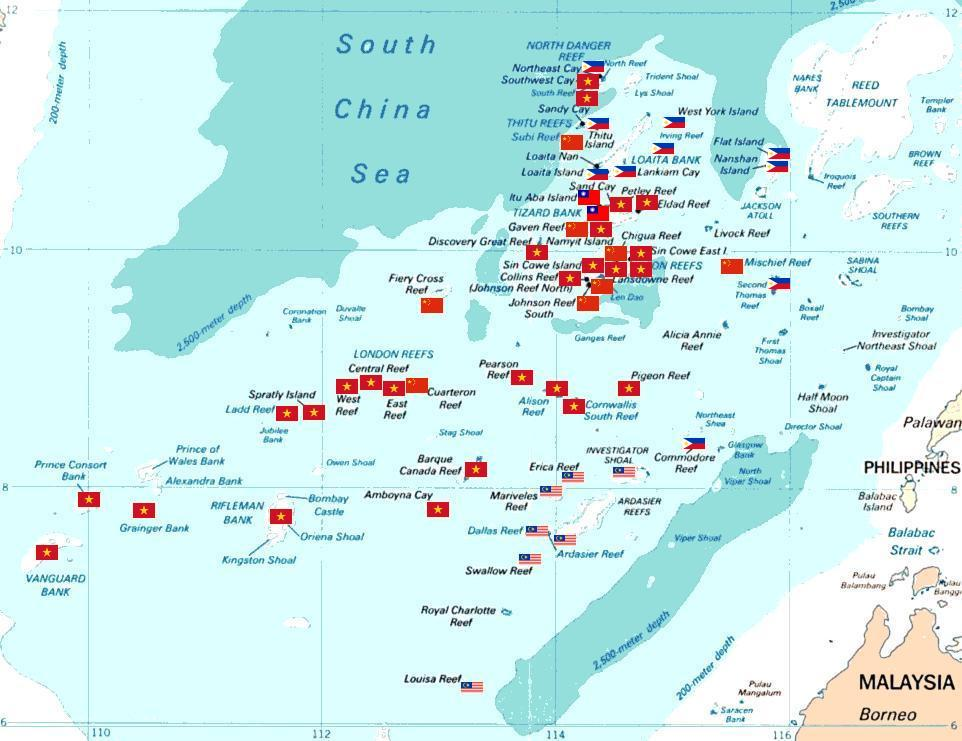
南沙諸島における南シナ海周辺諸国の実効支配状況

光星礁（英語：Dallas Reef、マレー語：Terumbu Laya、タガログ語：Rajah Matanda、ベトナム語：Đá Suối Cát / 𥒥𤂬𣻅）は、南沙諸島にある環礁である。海口礁から南東約36海里離れている。不規則な形をしているが、環礁は不完全で礁門がない。
1986年からマレーシアが実効支配しているが、中華人民共和国、中華民国（台湾）、ベトナムとフィリピンも主権を主張している。